# Piero Cudini
Piero Cudini (Roma, 2 giugno 1946 – Pisa, 4 novembre 2002) è stato uno storico della letteratura e critico letterario italiano.

## Biografia
Laureato alla Scuola Normale Superiore di Pisa, vi ha insegnato Letteratura moderna e contemporanea dal 1970 alla morte. Attento anche alla letteratura delle origini, ha curato edizioni di Dante, Petrarca, Bulgakov, Moravia per editori quali Garzanti e Bompiani. Nel 1972 ha curato per le edizioni della Normale i carteggi tra Alessandro D'Ancona e Michele Amari, Giosuè Carducci, Domenico Gnoli. Nel 1991, per l'Edizione nazionale delle opere di Benedetto Croce, ha curato l'edizione di Poesia popolare e poesia d'arte: studi sulla poesia italiana dal Tre al Cinquecento. Ideò la rivista "Contemporanea", il cui primo numero uscì pochi mesi dopo la sua prematura scomparsa. La Scuola Normale Superiore, per onorarne la memoria, ha istituito il Premio di laurea "Piero Cudini" .

## Opere principali
- Letteratura italiana, introduzione di Nino Borsellino, Milano, Garzanti, 1988
- Il datario 1900-1991: chiacchiere in rigorosa successione annalistica sulle italiche lettere, Milano, Rizzoli, 1991
- Manuale non scolastico di letteratura italiana: da Francesco d'Assisi a Umberto Eco (con Davide Conrieri), Milano, Rizzoli, 1992
- Che fai tu luna in ciel: il romanzo della letteratura italiana, Milano, Rizzoli, 1996
- Breve storia della letteratura italiana, Milano, Bompiani 1999